# Daniela Bodrug
Daniela Bodrug (n. 14 iulie 1978) este o politiciană din Republica Moldova, vicepreședintele Mișcării Populare Antimafie.

## Biografie
Daniela Bodrug s-a născut în anul 1978. A absolvit Facultatea de limbi străine, apoi a fost lector universitar timp de patru ani și în acea perioadă a făcut studii în domeniul relațiilor internaționale. A candidat la funcția de deputat în alegerile parlamentare 2010 pe listele Partidului pentru Neam și Țară (PpNȚ). Partidul nu a trecut pragul electoral.
La congresul de constituire al Mișcării Populare Antimafie (MPA) din 6 martie 2011 Daniela Bodrug a fost aleasă vicepreședintele Mișcării Populare Antimafie.
În prezent Daniela Bodrug este prim-vicepreședintele Mișcării Populare Antimafie, redactor-șef al site-ului www.antimafie.md[nefuncțională]
 și al ziarului „Țara noastră”, fondat de MPA. Dânsa a fost președintele Organizației non-guvernamentale “Valori Europene Fără Frontiere”.
A candidat la funcția de deputat în alegerile parlamentare 2014 pe listele Mișcării Populare Antimafie (MPA). Partidul nu a trecut pragul electoral.